# Larry Kudlow

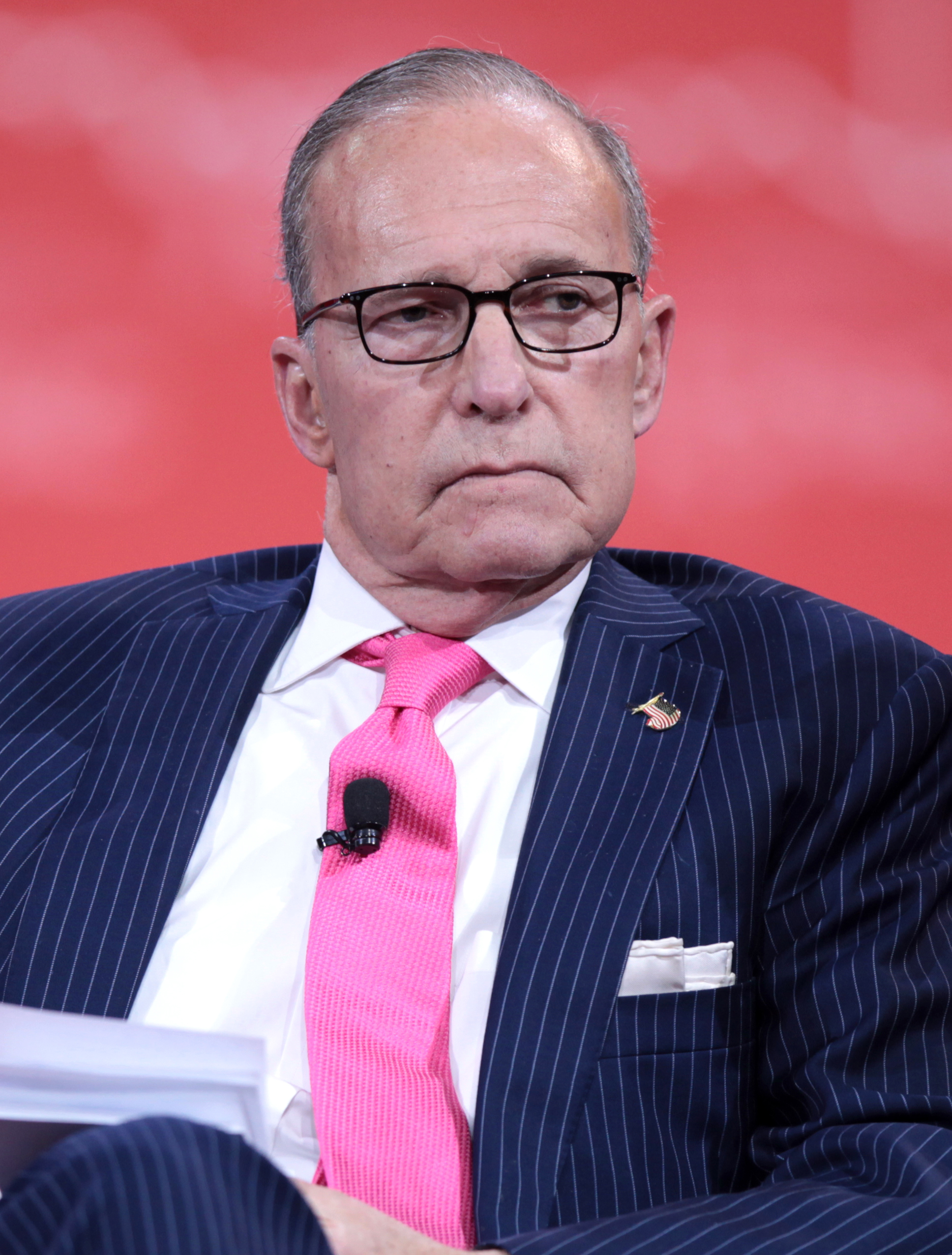
Larry Kudlow (2015)

Lawrence Alan Kudlow (* 19. August 1947 in Englewood (New Jersey)) war der Director of the National Economic Council der Vereinigten Staaten. Er war vom 2. April 2018 bis zum 20. Januar 2021 der oberste Wirtschaftsberater der ersten Trump-Administration.

## Leben
Kudlow studierte an der University of Rochester und machte dort einen Abschluss in Geschichte. 1971 begann er ein Studium an der Woodrow Wilson School of Public and International Affairs der Princeton University, beendete es aber nicht.
Als erstes arbeitete er bei der Federal Reserve Bank of New York in der Abteilung Offenmarktpolitik, wo ein Master nicht erforderlich war. Der ehemalige Demokrat arbeitete als stellvertretender Direktor im Office of Management and Budget für das erste Kabinett Reagan (1981–1985). Ab 1987 war er Chef-Ökonom bei Bear Stearns, wo er Mitte der 1990er wegen Kokainabhängigkeit entlassen wurde. 1997 konvertierte er zum Katholizismus.
In der Folge war er als einflussreicher Kommentator für verschiedene Medien tätig, darunter die konservativ-libertäre National Review. Als Moderator leitete er unter verschiedenen Titeln, darunter Kudlow & Company und The Kudlow Report, ein Wirtschafts- und Politikmagazin im Wirtschaftssender CNBC.
Im Dezember 2007, als die schwere Finanzkrise lange schon unübersehbar war, schrieb Kudlow pointiert, es sei keine Krise in Sicht.
Auch andere seiner Prognosen erwiesen sich später als falsch.
Im US-Präsidentschaftswahlkampf 2016 unterstützte er Donald Trump. Im März 2018 berief Trump ihn anstelle des früheren Investmentbankers Gary Cohn, der wegen geplanter Strafzölle auf Importe zurückgetreten war, zum Leiter des National Economic Council. Im Februar 2021 trat Larry Kudlow dem Fox Business Network (FBN) als Moderator bei.
Im Jahr 2021 behauptet er, dass der aktuelle Präsident Joe Biden mit seinem „Green New Deal“ dafür sorgt, dass Bier rein pflanzlich wird. Dafür bekam er in den sozialen Medien Spot und Häme.
2024 war Kudlow stellvertretender Vorstandsvorsitzender des America First Policy Institute, einer Denkfabrik, die Strategien für die zweite Trump-Präsidentschaft entwickelt.